# 神村篤
神村 篤（かみむら あつし）は、日本の漫画家。

## 経歴
2012年「第14回アックスマンガ新人賞奨励賞」を47歳で受賞しデビュー。
高校生の時に書き始めた詩が45歳で完成し、これがマンガを描き始める切っ掛けになったという。

## 単行本
- 『暖かい日陰に』 青林工藝舎 2015年9月 ISBN 978-4883794157
  - 収録：「暖かい日陰に（前・後編）」「木霊」「卵割り」「不文律」「惑星ニューロス」「雌伏の包帯」「デラシネ」「さかしまに」「ガイズリーの天使」

## 掲載
- アックス Vol.93「惑星ニューロス」　2013年6月30日発行
- アックス Vol.91「不文律」　2013年2月28日発行
- アックス Vol.89「木霊」　 2012年10月31日発行

## 評価
- 劇作家やマンガ評論家として知られ、本作の解説を担当した高取英は神村を「十年に一人の逸材」と評価。

## 雑誌特集
- 「アックス」 VOL.106 特集/神村篤（青林工藝舎、2015年8月25日）ISBN 978-4883794140

## 参照
1. ↑  https://natalie.mu/comic/news/160242 コミックナタリー 2015年9月17日

## 外部サイト
- 神村 (@morarions) - X（旧Twitter）